# Diodora granifera
Diodora granifera är en snäckart. Diodora granifera ingår i släktet Diodora och familjen nyckelhålssnäckor. Inga underarter finns listade i Catalogue of Life.